# Krasnystaw
Krasnystaw este un oraș în Polonia. Are o suprafață de 23,07 km². Populația este de 17.519 locuitori, determinată în 31 decembrie 2023, prin estimare[*].

## Orașe înfrățite–orașe gemene
Este înfrățit cu:

Alvesta
Kovel
Jovkva
Püspökladány
Horohiv
Turiisk
Žatec  